# Ritratto di giovane (Previtali)
Il Ritratto di giovane è un dipinto olio su tavola di Andrea Previtali conservato presso la pinacoteca dell'Accademia dei Concordi di Rovigo.

## Storia
Il dipinto è uno dei primi ritratti del giovane Previtali, quando ancora abitava a Venezia dove si era trasferito fin dalla giovane età con la famiglia che commerciava corde e aghi. Il giovane fu allievo di Giovanni Bellini, e questo dipinto è uno dei primi lavori che l'artista eseguì mentre lavorava ancora alla bottega del maestro veneziano. Proprio per l'attività della sua famiglia Previtali soleva firmarsi Cordeliaghi nei lavori eseguiti in gioventù a Venezia, mentre per quelli che eseguì dopo il suo ritorno a Bergamo si firmò con il suo cognome.
Il dipinto si avvicina al Ritratto d'uomo conservato nella pinacoteca del Museo Poldi Pezzoli.

## Descrizione
Il dipinto ritrae un uomo dai lineamenti giovanili ripreso a tre quarti, sicuramente un nobile personaggio. Sul capo porta un cappello nero come era la moda nel Cinquecento veneziano. Il pittore lo raffigura con uno sguardo molto intenso, rivolto nel vuoto.

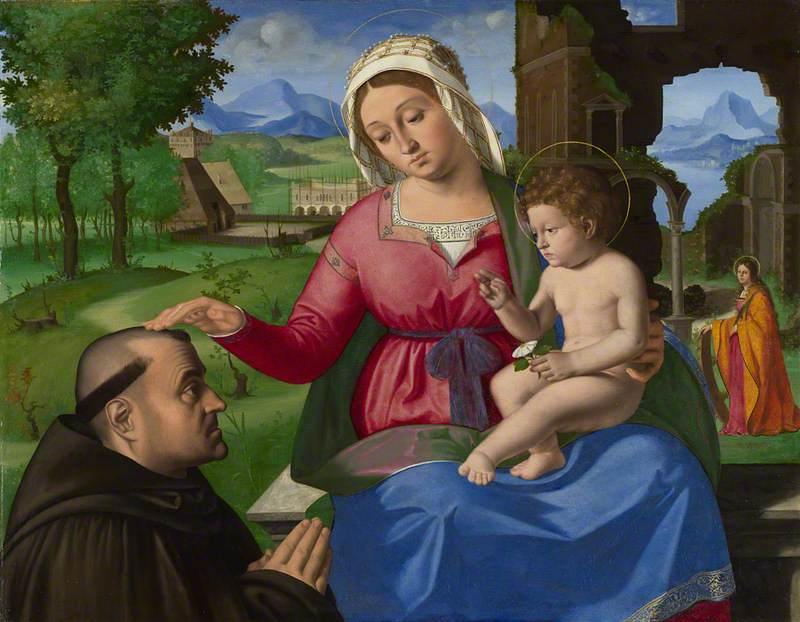
Andrea Previtali (1480-1528) - Madonna col Bambino, frate supplicante e santa Caterina d'Alessandria - NG695 - National Gallery

Il dipinto presenta assonanze con i ritratti presenti nel Madonna col Bambino e donatore dei Musei civici di Padova realizzato dall'artista nel 1502, e Sposalizio mistico conservato a Londra datato 1504, permettendo quindi di dare la datazione dell'opera tra il 1502 e il 1506.
Il ritratto, così come gli altri, riportano ai lavori di Giovanni Bellini, primo maestro dell'artista, con i volti rivolti verso sinistra e ripresi a tre quarti.
La capacità del Previtali di realizzare ritratti era stata indicata anche dal Tassi nel suo Vite de' pittori, scultori ed architetti bergamaschi scritto nel 1793, dove indica l'artista come giovane ritrattista belliniano di origine bergamasca: 
(FrancescoTassi)